# ماتازو میماتا
ماتازو میماتا (انگلیسی: Matazō Mimata؛ زادهٔ ۲۷ مهٔ ۱۹۶۷) بازیگر، و شخصیت‌های تلویزیونی در ژاپن اهل ژاپن است.